# 2767 Takenouchi
2767 Takenouchi eller 1967 UM är en asteroid i huvudbältet, som upptäcktes 30 oktober 1967 av den tjeckiske astronomen Luboš Kohoutek vid Bergedorf-observatoriet. Den har fått sitt namn efter astronomen Tadeo Takenouchi.
Asteroiden har en diameter på ungefär 13 kilometer och den tillhör asteroidgruppen Eos.